# Середа Олександр Валерійович
Олександр Валерійович Середа (нар. 5 вересня 1983) — український та російський футболіст, захисник.

## Життєпис
Вихованець одеського «Чорномореця». Дорослу футбольну кар'єру розпочав в аматорському колективі «Іван» (Одеса). У 2003 році перейшов до одеської «Пальміри», яка виступала в Другій лізі України. У 2005 році потрапив до структури запорізького «Металурга», але грав виключно за дублюючий склад та другу команду «козаків». У 2007 році провів 2 поєдинки в аматорському чемпіонаті України. Потім виїхав до Росії, де виступав за «Сахалін» у Другому дивізіоні чемпіонату Росії. Під час перебування в Южносахалінську отримав російське громадянство. Згодом повернувся до України, з 2012 по 2016 рік виступав за усатівський «Хаджибей».